# Samarytanie (organizacja)

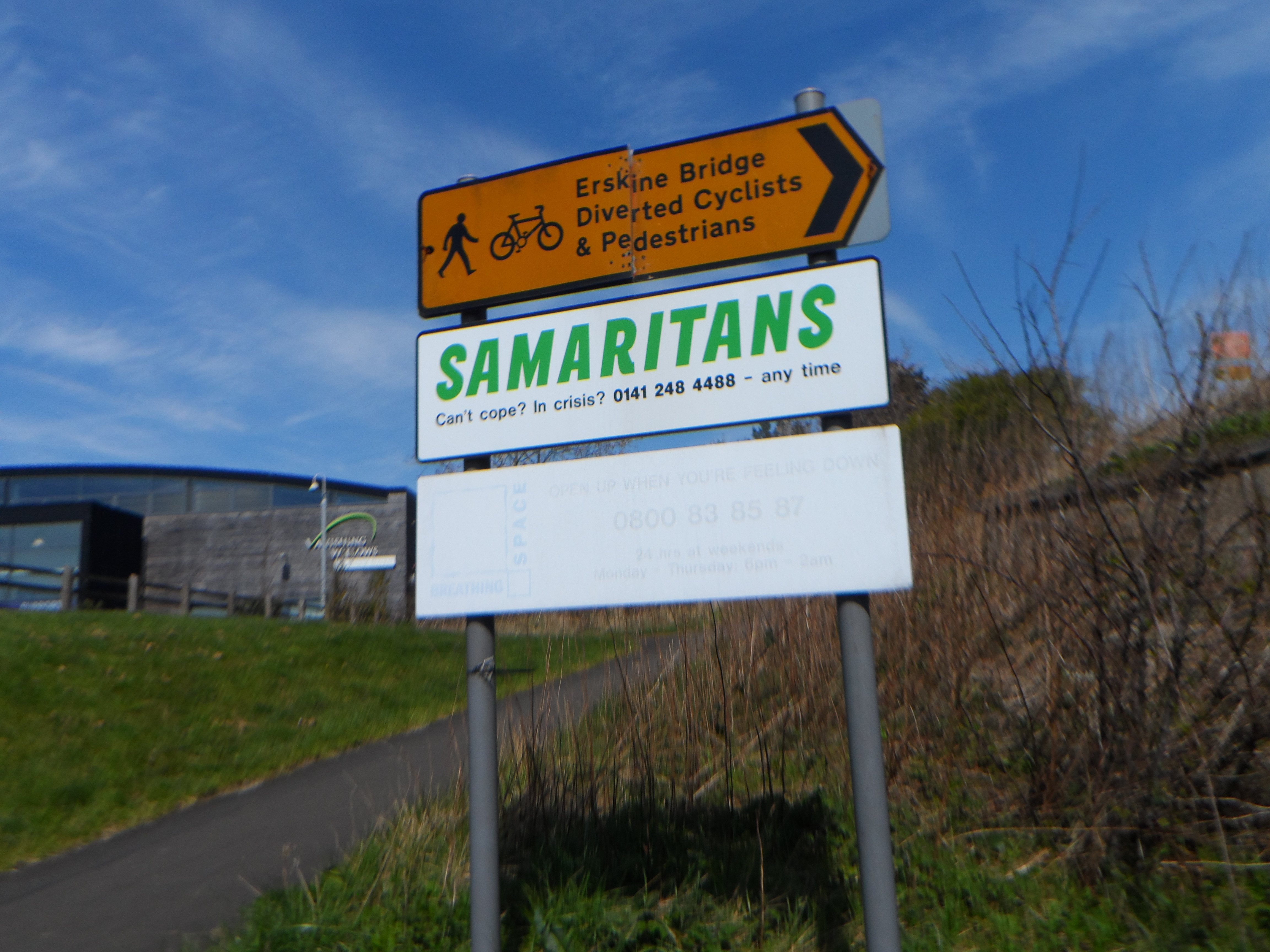
Znak Samaritans w pobliżu mostu Erskine, UK

Samarytanie (Samaritans, do 2002 roku znani jako The Samaritans) – zarejestrowana organizacja charytatywna, która zajmuje się świadczeniem wsparcia emocjonalnego dla każdej osoby w dystresie lub z ryzykiem popełnienia samobójstwa w Wielkiej Brytanii i Irlandii. Międzynarodowa sieć istnieje pod nazwą Befrienders Worldwide. Nazwa Samarytanie pochodzi od biblijnej przypowieści o dobrym Samarytaninie, choć sama organizacja nie ma religijnego profilu.

## Historia
Organizacja została założona w 1953 roku w Londynie przez pastora Chada Varah, który podczas swojej posługi wspierał swoich parafian, aż w końcu zdecydował, że należy nadać tej działalności jakieś formalne ramy.
U początków historii Samarytan leży historia 14-letniej dziewczyny, którą Varah pochował w nieświęconej ziemi, ponieważ zginęła śmiercią samobójczą. Dziewczynka targnęła się na własne życie po pierwszej menstruacji. Z powodu braku edukacji seksualnej nie rozumiała tego zjawiska i przekonana, że cierpi na chorobę przenoszoną drogą płciową, postanowiła się zabić.
Początkowo pomoc była świadczona przez samego pastora na parafii lub pod telefonem do parafii MAN 9000, ale wkrótce znaleźli się ochotnicy chętni do świadczenia tego rodzaju pomocy. 2 lutego 1954 roku pastor zwołał ochotników i od tej pory nadzorował ich pracę. W 1963 roku było już 41 filii Samarytan w Wielkiej Brytanii i Irlandii. W 1966 roku istniało 80 filii, przy których działało 6537 wolontariuszy. W 1993 roku było ich już 23 500.

## Praca Samarytan
Kluczowa w pracy Samarytan jest pomoc świadczona przez telefon w formie telefonu zaufania 24 godziny na dobę, 7 dni w tygodniu przez wszystkie dni w roku. Dodatkowo ta organizacja oferuje możliwość spotkania twarzą w twarz z wolontariuszami, swoim zasięgiem obejmuje również festiwale i inne wydarzenia na świeżym powietrzu, trenuje więźniów jako samobójstw i zagadnień związanych ze zdrowiem psychicznym.
Od 1994 roku Samarytanie uruchomili także adres e-mailowy, pod którym można anonimowo uzyskać wsparcie. Taką możliwość oferuje obecnie większość filii, a całość usługi jest koordynowana przez biuro główne organizacji. Co roku Samarytanie otrzymują bardzo wiele wiadomości tą drogą, a wiele z nich pochodzi spoza Wielkiej Brytanii. Odpowiedź na takie wiadomości jest przesyłana w przeciągu doby i jest podpisywana przez wolontariuszy zawsze tym samym pseudonimem – jo.
Istnieje również możliwość kontaktu z Samarytanami poprzez tradycyjny list, również z zachowaniem zasady poufności.
W kwietniu 2006 roku Samarytanie pilotażowo wprowadzili możliwość niesienia wsparcia SMS-owo osobom z Wielkiej Brytanii i Irlandii.
Samarytanie szkolą na słuchaczy także uczniów ostatnich klas liceum, w niektórych szkołach w Wielkiej Brytanii, by świadczyli wsparcie w swoich szkołach. Największą różnicą, poza tym, że kontakt odbywa się twarzą w twarz, a nie telefonicznie, jest to, że niektóre zagadnienia nie mogą pozostać poufne. Szkoły mają obowiązek opieki nad uczniami i takie incydenty jak poważne samookaleczenia, przemoc fizyczna czy seksualna, muszą być zgłaszane.
Samarytanie podkreślają, że usługi przez nich świadczone to nie poradnictwo i że nie udzielają rad. To obejmuje także nieodradzanie dzwoniącym samobójstwa. Samarytanie nie potępiają samobójstwa, a raczej oferują całkowicie akceptujące i nieoceniające słuchanie dzwoniących. Organizacja dąży do tego, by w społeczeństwie coraz mniej osób ginęło śmiercią samobójczą i dlatego oferuje im możliwość otwartego dzielenia się uczuciami czy dystresem, bez obaw o to, że będą oceniani. Samarytanie wyznają pogląd, że dawanie ludziom możliwości bycia wysłuchanym z zachowaniem poufności i bycia zaakceptowanym bez uprzedzeń, może ukoić rozpacz i myśli samobójcze. Poprzez zadawanie pytań wolontariusze starają się wspólnie z dzwoniącym znaleźć rozwiązanie jego problemu. Podczas takiej rozmowy często stawiają pytanie, czy dana osoba ma myśli samobójcze, nie oznacza to, że pomoc telefoniczna jest skierowana wyłącznie do takich osób, ale Samarytanie wierzą, że dopuszczanie takiej możliwości przez wolontariusza przynosi wielką ulgę emocjonalną dzwoniącemu. Celem Samarytan jest uczynienie zdrowia psychicznego zagadnieniem pierwszoplanowym.

## Zasady Samarytan
Naczelnymi zasadami pomocy świadczonej przez organizację jest cierpliwe słuchanie, świadczenie wsparcia emocjonalnego, nie ocenianie osoby dzwoniącej i pozostawienie jej ostatecznego wyboru w jej własnej sprawie, ponieważ wychodzą z założenia, że to co jest dobre dla jednej osoby, wcale nie musi się takie okazać dla innej.
Zasadą o fundamentalnym znaczeniu jest także poufność i obowiązuje ona wolontariuszy nawet po śmierci osoby dzwoniącej. Od tej zasady odstępuje się jedynie w wypadkach formułowania gróźb karalnych pod adresem wolontariuszy, uniemożliwiania dostępu do pomocy Samarytan innym ludziom, a także w wypadku, gdy sam dzwoniący udzieli zgody na złamanie tej zasady lub wolontariusz zostanie do tego zobowiązany sądownie. Poufność nie zostaje zachowana również, gdy wolontariusz widzi potrzebę wezwania karetki do danej osoby, lub gdy przekazywane mu informacje dotyczą aktów terroryzmu.

## Zasięg
Poprzez swoje usługi e-mailowe, zasięg Samarytan rozciąga się daleko poza Wielką Brytanię i Irlandię.
Samarytanie byli częścią Befrienders International – organizacji obejmującej ponad 400 centrów w 38 krajach, oferującej podobne usługi. Jednak Befrienders International upadło w 2002 roku, a rok później przejęli organizację, zmieniając jej nazwę na Befrienders Worldwide. Niektórzy członkowie Befrienders Worldwide także używają nazwy Samarytanie, jest tak m.in. w USA, Indiach, Hongkongu, Serbii czy Zimbabwe.